# Злотово (Вармінсько-Мазурське воєводство)
Злотово (пол. Złotowo, нім. Güldenbach) — село в Польщі, у гміні Любава Ілавського повіту Вармінсько-Мазурського воєводства.
Населення — 545 осіб (2011).
У 1975-1998 роках село належало до Ольштинського воєводства.

## Демографія
Демографічна структура станом на 31 березня 2011 року:
|          | Загалом | Допрацездатний вік | Працездатний вік | Постпрацездатний вік |
| -------- | ------- | ------------------ | ---------------- | -------------------- |
| Чоловіки | 270     | 76                 | 171              | 23                   |
| Жінки    | 275     | 82                 | 148              | 45                   |
| Разом    | 545     | 158                | 319              | 68                   |